# Finanzmarktbeteiligung Aktiengesellschaft
Die Finanzmarktbeteiligung Aktiengesellschaft des Bundes (FIMBAG) war ein Tochterunternehmen der Österreichischen Beteiligungs AG, das im Zuge der Finanzkrise ab 2007 am 11. November 2008 gegründet wurde. Es war für die Beteiligungen der Republik Österreich am Finanzmarkt zuständig. Im von der Regierung Gusenbauer im Herbst 2008 verabschiedeten Paket sind 15 Milliarden Euro zur Sicherung des Eigenkapitals von Banken vorgesehen. Sobald ein Bankinstitut diese Maßnahme beansprucht, übernahm der Staat Anteile am Institut.
Im November 2015 beschloss der Ministerrat eine Auflösung der FIMBAG mit 30. Juni 2016. Seit 1. Juli 2016 befindet sich die Gesellschaft in Abwicklung.
Mit 29. Juli 2022 wurde die FIMBAG mit der Abbaumanagementgesellschaft des Bundes verschmolzen und damit aufgelöst.

## Organe
Vorstände waren von der Gründung der FIMBAG bis zum Beginn der Liquidation Klaus Liebscher und Adolf Wala. Hannes Androsch war von 2008 bis zum Beginn der Liquidation Aufsichtsratsvorsitzender. Nach Beschlussfassung über die Auflösung der FIMBAG wurde Walter Knirsch zum Liquidator bestellt.

## Beteiligungen
Im September 2015 hielt die FIMBAG treuhänderisch für den Bund folgende Anteile:
- 100 % an der KA Finanz AG

## Partizipationskapital
Im September 2015 hielt die FIMBAG treuhänderisch für den Bund folgendes Partizipationskapital:
| Kreditinstitut                                                          | Partizipationskapital in Mio. EUR |
| ----------------------------------------------------------------------- | --------------------------------- |
| HETA ASSET RESOLUTION AG, ehemals HYPO ALPE-ADRIA-BANK INTERNATIONAL AG | 275                               |
| immigon Portfolio abbau ag, ehemals Österreichische Volksbanken-AG      | 10                                |